# 岡原村
岡原村（おかはるむら）は、かつて熊本県の南東部にあった村。
2003年4月1日、球磨郡内の上村、免田町、須恵村、深田村と新設合併しあさぎり町となって消滅した。
岡原村の由来は1889年4月1日の町村制施行に伴い、岡許村と宮原村が合併した際に両村の名を一字ずつとったことからである。

## 地理
熊本県の南東部に位置し村の南東部は山地となっており、北西部は水田地帯となっている。
- 山：黒原山

## 歴史
- 1889年4月1日 - 町村制施行により岡原村が発足。
- 2003年4月1日 - 上村、免田町、須恵村、深田村と合併し、あさぎり町となり消滅。

## 行政

### 村長
| 代   | 氏名       | 就任年月日     | 退任年月日    | 期・年数 |
| 官選 | 官選       | 官選           | 官選          | 官選     |
| ---- | ---------- | -------------- | ------------- | -------- |
| 1    | 石塚清作   |                |               |          |
| 2    | 外山桃葊   |                |               |          |
| 3    | 田原金次郎 |                |               |          |
|      | 石塚森蔵   |                |               |          |
|      | 荒川覚次郎 |                |               |          |
|      | 森重晴     |                |               |          |
|      | 石塚森蔵   | 1916年2月      | 1916年3月     |          |
|      | 江藤重俊   | 1916年3月      | 1916年7月     |          |
| 8    | 石塚森蔵   | 1916年7月      | 1922年5月     |          |
| 9    | 田原源蔵   | 1922年5月      | 1923年2月     |          |
| 10   | 和田常弥   | 1923年2月      | 1927年3月     |          |
| 11   | 宮原安馬   | 1927年3月      | 1931年3月     |          |
| 12   | 鏡庄六     | 1931年3月      | 1935年3月     |          |
| 13   | 林田傳治   | 1935年3月      | 1941年7月     |          |
| 14   | 柳瀬実     | 1941年7月      | 1947年        |          |
| 公選 |            |                |               |          |
| 15   | 岡田亀喜   | 1947年4月14日  | 1962年8月30日 |          |
| 16   | 鏡道夫     | 1962年8月31日  | 1982年8月30日 |          |
| 17   | 福田雄市   | 1983年8月31日  | 1988年9月20日 |          |
| 18   | 伊勢重清   | 1988年11月6日  | 1991年9月28日 |          |
| 19   | 福江森重   | 1991年11月10日 | 1999年11月9日 |          |
| 20   | 深松文一郎 | 1999年11月11日 | 2002年3月31日 |          |

## 教育
- 岡原村立岡原中学校
- 岡原村立岡原小学校

## 交通

### 道路
- 熊本県道43号錦湯前線
- 熊本県道43号錦湯前線

## 観光
- 岡原観音堂